# 「…ありがとう...」
『「…ありがとう...」』は日本のシンガーソングライター・川嶋あいが2005年8月24日に発売した7枚目のシングル。

## 概要
前作『絶望と希望』から約4ヶ月ぶりのリリース。自身のドキュメンタリー映画『最後の言葉 dear beloved』の主題歌。
タイトルはカギ括弧付きが正式名称である。

## 収録曲
- 全作詞・作曲：川嶋あい

1. 「…ありがとう...」
編曲：KOUHEI
映画『最後の言葉 dear beloved』主題歌
1stシングル『天使たちのメロディー／旅立ちの朝』に収録されている「…ありがとう...」のリメイク曲。
24時間テレビ28 「愛は地球を救う」に出演し、日本武道館ステージにてこの曲を歌ったことで話題となった。
亡き母への思いを歌い上げている[1]。
2. 打上花火
編曲：田辺恵二
3. LOVE & PICHI !
編曲：長澤孝志
4. 「…ありがとう...」(instrumental)